# Waldemar Borczyk
Waldemar Borczyk (ur. 15 lutego 1960 w Kijach) – polski polityk, samorządowiec, przedsiębiorca, poseł na Sejm IV kadencji.

## Życiorys
Uzyskał wykształcenie średnie zawodowe. W 1981 ukończył technikum elektromechaniczne. Podjął nieukończone studia na Politechnice Łódzkiej. Od 1990 do 2001 był właścicielem sieci sklepów wielobranżowych. Prowadził też gospodarstwo rolne (hodowla bydła i produkcja roślinna).
W latach 1998–2001 był przewodniczącym rady gminy Osjaków. Kierował w tym okresie również gminną komisją rozwiązywania problemów alkoholowych. Od 2000 do 2001 pełnił funkcję sekretarza Forum Samorządowego Ziemi Wieluńskiej. Był też wiceprezesem LKS „Warta” w Osjakowie. W 1995 wstąpił do Związku Zawodowego Rolnictwa „Samoobrona”.
W 2001 z listy Samoobrony RP (zasiadał w jej radzie krajowej) uzyskał mandat poselski na Sejm IV kadencji w okręgu sieradzkim (8924 głosy). Zasiadał w Komisji Administracji i Spraw Wewnętrznych oraz Komisji Finansów Publicznych. W 2003 został przewodniczącym Samoobrony RP oraz ZZR „Samoobrona” w województwie łódzkim, funkcję tę pełnił przez kilka miesięcy. W 2004 został wykluczony z klubu parlamentarnego i partii. Wstąpił następnie do partii Inicjatywa RP.
W wyborach parlamentarnych w 2005 nie ubiegał się o reelekcję. W 2006 wstąpił do Samoobrony Ruch Społeczny, a w 2007 kilka miesięcy należał do Samoobrony Odrodzenie (przewodniczył władzom wojewódzkim partii). Ponownie zajął się prowadzenie własnej działalności gospodarczej.
W 2006 został skazany przez łódzki sąd rejonowy na karę 1 roku pozbawienia wolności z warunkowym zawieszeniem jej wykonania na trzyletni okres próby i grzywnę za napaść na policjanta i zniesławienie sędziego. W 2011 Sąd Rejonowy w Tomaszowie Mazowieckim skazał go na karę 1 roku i 3 miesięcy pozbawienia wolności z warunkowym zawieszeniem jej wykonania na okres próby 3 lat za oszustwa popełnione przy zbieraniu funduszy wyborczych w 2002.
W lipcu 2013 został przewodniczącym zarządu Społecznego Komitetu Ochrony Praw Człowieka w Wieluniu. W lutym 2015 zasiadł w radzie krajowej nowo powołanej partii Zmiana. W wyborach samorządowych w 2018 uzyskał mandat radnego rady powiatu wieluńskiego z listy Prawa i Sprawiedliwości. W 2024 z powodzeniem ubiegał się o reelekcję.

## Życie prywatne
Mieszka w Kuźnicy Ługowskiej, ma syna i dwie córki.